# Broad City

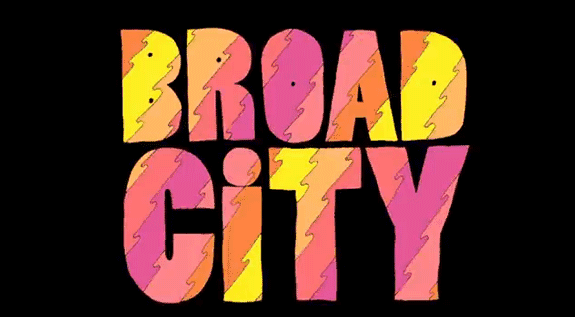

Broad City är en amerikansk komediserie som hade premiär på Comedy Central 22 januari 2014. Serien är skapad av Ilana Glazer och Abbi Jacobson som även spelar huvudrollerna. Serien består av fem säsonger och dess sista avsnitt sändes 28 mars 2019.
Handlingen i Broad City kretsar kring bästa vännerna Ilana och Abbi och deras liv i New York.

## Rollista
- Ilana Glazer – Ilana Wexler
- Abbi Jacobson – Abbi Abrams
- Hannibal Buress – Lincoln
- John Gemberling – Bevers
- Arturo Castro – Jaimé
- Paul W. Downs – Trey
- Chris Gethard – Derek
- Stephen Schneider – Jeremy